# Pierre Mondou
Joseph Julien Claude Pierre Mondou (* 27. November 1955 in Sorel, Québec) ist ein ehemaliger kanadischer Eishockeyspieler und -trainer sowie derzeitiger -scout, der im Verlauf seiner aktiven Karriere zwischen 1972 und 1985 unter anderem 617 Spiele für die Canadiens de Montréal in der National Hockey League auf der Position des rechten Flügelstürmers bestritten hat. Während seiner acht Spielzeiten in der NHL gewann Mondou mit den Canadiens de Montréal zwischen 1977 und 1979 dreimal in Folge den Stanley Cup. Nach seinem Karriereende wurde er als Scout in der Liga tätig – zunächst ab 1988 für 15 Jahre bei seinem Ex-Team in Montréal, seit 2003 bei den New Jersey Devils. Sein Sohn Benoît war ebenfalls professioneller Eishockeyspieler und eine Draftwahl der Boston Bruins.

## Karriere
Mondou verbrachte seine Juniorenzeit zwischen 1972 und 1975 bei den Éperviers de Sorel aus seiner Geburtsstadt in der Ligue de hockey junior majeur du Québec. Dort spielte der Stürmer bis ins erste Drittel der Saison 1974/75 hinein, ehe er innerhalb der Liga zu den Bleu-Blanc-Rouge de Montréal wechselte. Während seiner drei Spielzeiten in der LHJMQ sammelte der offensiv beschlagene Spieler in insgesamt 213 Spielen 348 Scorerpunkte. Darunter in der Saison 1973/74 ein Jahr mit 119 Punkten. Nachdem Mondou am Ende des Spieljahres 1974/75 ins Second All-Star Team der franko-kanadischen Juniorenliga berufen worden war, stand er sowohl im NHL Amateur Draft 1975 als auch im WHA Amateur Draft 1975 für die Franchises der National Hockey League und der mit der NHL konkurrierenden World Hockey Association zur Wahl. Schließlich wurde er in beiden Drafts in der ersten Runde ausgewählt. In der NHL sicherten sich die Canadiens de Montréal an 15. Stelle seine Rechte, in der WHA sicherte sich mit den Nordiques de Québec an 14. Position ebenfalls ein franko-kanadisches Team die Rechte an dem Talent.
Der Angreifer entschied sich in der Folge des Drafts einen Vertrag bei den Canadiens zu unterzeichnen, wo er zunächst im Farmteam Nova Scotia Voyageurs in der American Hockey League erste Erfahrungen im Profibereich sammelte. Gleich in seiner Rookiesaison sammelte Mondou 77 Punkte in 74 Einsätzen, was ihm die Auszeichnung mit dem Dudley „Red“ Garrett Memorial Award als bester Liganeuling bescherte. Diese teilte er sich mit Greg Holst von den Providence Reds. Im selben Spieljahr errang er mit den Voyageurs auch die Meisterschaft der AHL in Form des Calder Cups. Den Erfolg wiederholte die Mannschaft in der folgenden Saison, während er daran als bester Torschütze der AHL mit 44 Treffern in 71 Spielen maßgeblichen Anteil hatte. Im Verlauf der Playoffs ließ er weitere acht in zwölf Einsätzen folgen. Schließlich debütierte er in den Stanley-Cup-Playoffs 1977 für die Habs in der Finalserie um die gleichnamige Trophäe, womit er diese erstmals gewann. Zudem wurde er ins AHL Second All-Star Team berufen.
Zum Beginn der Spielzeit 1977/78 stand Mondou fest im Kader Montréals, dem er die folgenden acht Spieljahre bis zum Sommer 1985 angehörte. Er bestritt in diesem Zeitraum drei Spielzeiten mit mindestens 30 Toren und erreichte viermal mehr als 65 Scorerpunkte. Weitere Stanley Cups gewann er mit der Mannschaft in den Jahren 1978 und 1979. Jedoch warfen den Stürmer auch Verletzungen immer wieder zurück, sodass er in den Spieljahren 1980/81 und 1983/84 signifikante Zeit ausfiel. Dennoch war Mondou einer der Schlüsselspieler beim Neuaufbau des Teams, nachdem die Dominanz des Teams zu Beginn der 1980er-Jahre von den New York Islanders gebrochen wurde.
Mondous aktive Karriere kam schließlich während seiner achten NHL-Spielzeit zu einem vorzeitigen Ende. Im März 1985 während eines Spiels gegen die Hartford Whalers erzielte Mondou den entscheidenden Treffer für die Habs in der Overtime, wobei ihn sein schwedischer Gegenspieler Ulf Samuelsson jedoch mit seinem Schläger im linken Auge traf. In Folge der Verletzung musste der 29-Jährige seine Karriere vorzeitig beenden und bestritt kein weiteres NHL-Spiel mehr. Nach seinem Karriereende begann Mondou umgehend als Trainer zu arbeiten. Er kehrte zu seinem Juniorenklub zurück, der inzwischen nach Granby umgezogen war, und war dort für die Bisons de Granby in der LHJMQ als Assistenztrainer für die folgenden drei Jahre tätig. Im Sommer 1988 kehrte er zu den Canadiens de Montréal zurück, bei denen er bis 2003 als Scout angestellt war und am Ende der Stanley-Cup-Playoffs 1993 einen weiteren Stanley-Cup-Triumph feiern konnte. Seit 2003 gehört er als Scout dem Ligakonkurrenten New Jersey Devils an.

## Erfolge und Auszeichnungen
| - 1975 LHJMQ Second All-Star Team - 1976 Dudley „Red“ Garrett Memorial Award (gemeinsam mit Greg Holst) - 1976 Calder-Cup-Gewinn mit den Nova Scotia Voyageurs - 1977 Bester Torschütze der AHL - 1977 Calder-Cup-Gewinn mit den Nova Scotia Voyageurs | - 1977 Stanley-Cup-Gewinn mit den Canadiens de Montréal - 1977 AHL Second All-Star Team - 1978 Stanley-Cup-Gewinn mit den Canadiens de Montréal - 1979 Stanley-Cup-Gewinn mit den Canadiens de Montréal |

## Karrierestatistik
(Legende zur Spielerstatistik: Sp oder GP = absolvierte Spiele; T oder G = erzielte Tore; V oder A = erzielte Assists; Pkt oder Pts = erzielte Scorerpunkte; SM oder PIM = erhaltene Strafminuten; +/− = Plus/Minus-Bilanz; PP = erzielte Überzahltore; SH = erzielte Unterzahltore; GW = erzielte Siegtore; 1 Play-downs/Relegation; Kursiv: Statistik nicht vollständig)